# Osbornellus eratus
Osbornellus eratus är en insektsart som beskrevs av Freytag 2008. Osbornellus eratus ingår i släktet Osbornellus och familjen dvärgstritar. Inga underarter finns listade i Catalogue of Life.